# اس‌تی‌اس-۱۰۰
اس‌تی‌اس-۱۰۰ (انگلیسی: STS-100) یکی از ماموریت‌های برنامه شاتل‌های فضایی بود که در تاریخ ۱۹ آوریل ۲۰۰۱ از پایگاه فضایی کندی به مقصد ایستگاه فضایی بین‌المللی پرتاب شد. این ماموریت توسط شاتل اندور انجام گرفت و هدف اصلی آن نصب بازوی‌کانادا۲ بر روی ایستگاه فضایی بود.